# آرثر بيرنير
آرثر بيرنير هو لاعب هوكي جليد كندي، ولد في 16 يوليو 1886 في كينغستون في كندا، وتوفي في 22 مايو 1953.

## وصلات خارجية
- آرثر بيرنير على موقع EliteProspects.com (الإنجليزية)
- آرثر بيرنير على موقع HockeyDB.com (الإنجليزية)